# نسر أصغر أصفر الرأس
النسر الأصغر أصفر الرأس، ويطلق عليه أيضا نسر السفناء هو أحد أنواع الجوارح المُنتمية إلى فصيلة نسور العالم الجديد. شكلت هذه الطيور نوعًا واحدًا مع النسر الأكبر أصفر الرأس حتى رأى العلماء فصلها سنة 1964 إلى نوعين مُستقلين. تنتشر النسور الصغرى صفراء الرأس في المكسيك، والأمريكتين الوسطى والجنوبية، وأبرز موائلها الطبيعيَّة هي الأراضي المنخفضة العشبية الرطبة أو المغمورة، والمستنقعات. طيورٌ كبيرة الحجم، يتراوح باع جناحيها بين 150 و165 سم. الريش أسود اللون، والرأس والرقبة العاريان تقريبًا، برتقالية شاحبة مع مساحات حمراء أو زرقاء. تفتقر هذه الطيور لمصفار، لذلك تقتصر أصواتها على همهمات وهسهسة منخفضة.
يتغذى النسر الأصغر أصفر الرأس على الجيف ويحدد موقعها عبر الشم والبصر في آن، وهذا أمر نادر في الطيور القمامة، التي غالبًا ما يقتصر اعتمادها على حاسة الشم عند البحث عن الطعام. تعتمد النسور الصغرى على أنواع النسور الأكبر حجمًا مثل ملك النسور لتمزيق جلود الحيوانات الكبيرة النافقة، نظرًا لأنها غير قادرة على ذلك، فهي لا تتمتع بالقوة اللازمة. يستخدم النسر الأصغر، كباقي نسور العالم الجديد، التيارات الهوائية الحرارية للبقاء في الجو طويلاً مع حد أدنى من الجهد الناجم عن الرفرفة، فينسابُ مع الهواء ولا يخفق جناحيه إلا لتغير اتجاهه أو للهبوط. تضع الأنثى بيوضها على سطوح مستوية مثل سطوح الكهوف، وتطعم فراخها بواسطة القلس.

## التصنيف
وصف النسر الأصغر لأول مرة في سنة 1845 من قبل جون كايسن. يعتبر بعض العلماء أن هناك سلالتين من هذه الطيور، الأولى Cathartes burrovianus urubitinga وصفها عالم الطيور النمساوي أوغست فون بليزيلن سنة 1851، وهي السلالة الأكبر، وتنتشر من شمال الأرجنتين إلى كولومبيا، أما الثانية، وهي مستبعدة، Cathartes burrovianus burrovianus فهي أصغر وتنتشر من شمال شرق أمريكا الجنوبية إلى المكسيك. جنس النسر الأصغر، كاثارتيس يعني النقي وهو من اللاتينية المُشتقة من اليونانية kathartēs/καθαρτη، ويعني «الملين»، أما اسمه الشائع vulture فمشتق من الكلمة اللاتينية  vulturus وهو يعني التمزيق إلى أشلاء، وذلك يشير إلى عادات تغذيته.
لايزال التصنيف الدقيق للنسر الأصغر أصفر الرأس والأنواع الستة الباقية من نسور العالم الجديد غير واضح. بالرغم من أن نسور العالمين الجديد والقديم متشابهة في المظهر والأدوار البيئية، إلا أنها تطورت من أسلاف مختلفة. والفرق بين الفصيلتين حالياً قيد المناقشة، لكن هناك من اقترح سابقًا بأن نسور العالم الجديد وثيقة الصلة أكثر باللقالق. حالياً، هناك عدة مراجع علمية حافظت على التوجه العام لوضع نسور العالم الجديد ضمن رتبة صقريات الشكل مع نسور العالم القديم، أو وضعها في رتبة خاصة بها هي «نقية الشكل». قام اتحاد علماء الطيور الأمريكي بإزالة نسور العالم الجديد من رتبة اللقلقيات، وإدرجها ضمن الأصناف غير المحددة، مع الإبقاء على المُلاحظة القائلة بإمكانية إدراجها ضمن رتبة صقريات الشكل. ككل نسور العالم الجديد، يصل عدد الصبغيات في الصيغة الصبغية عند النسور الصغرى صفراء الرأس إلى 80 صبغية (كروموسوم).

## الوصف

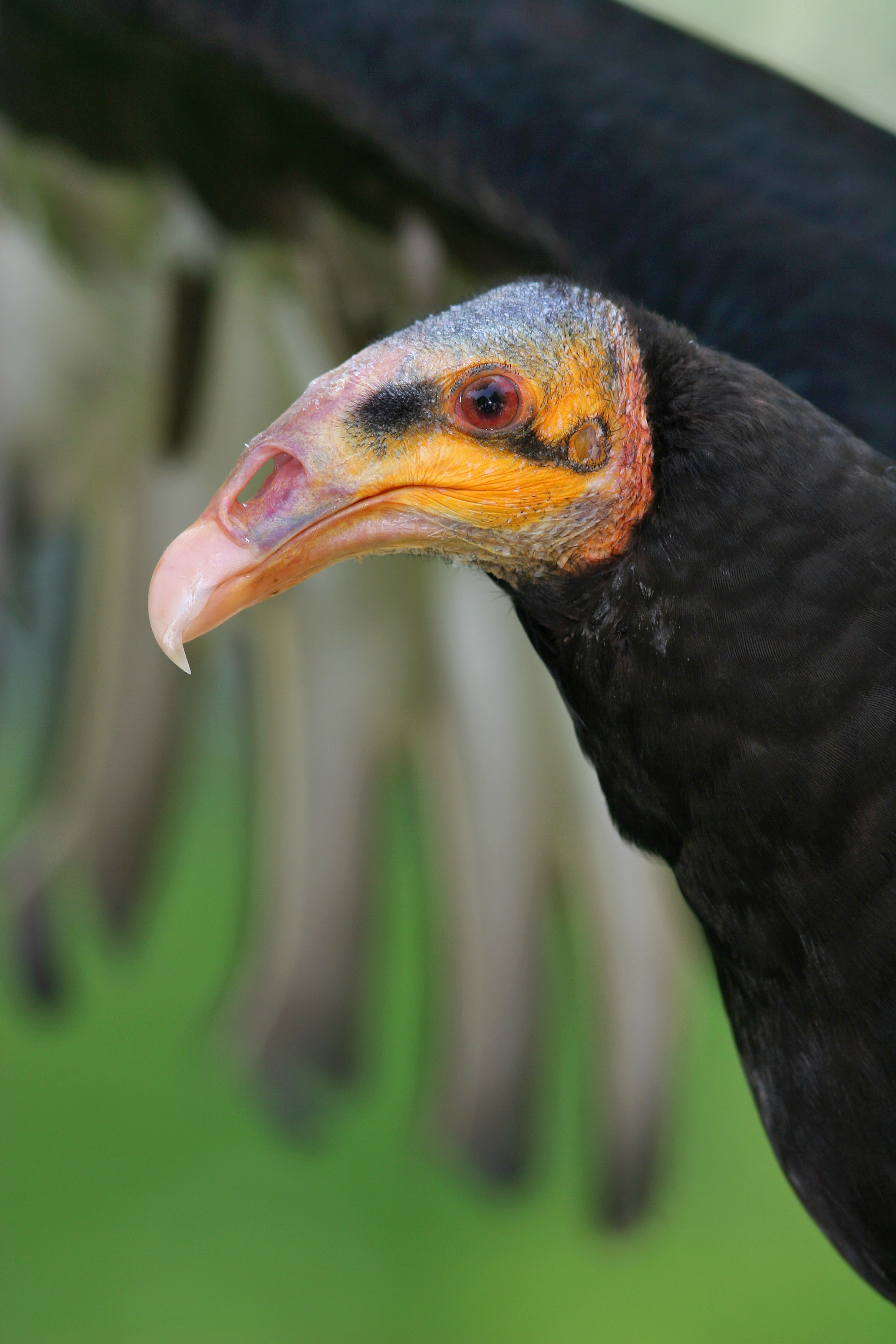
نسر أصغر أصفر الرأس في حديقة آرتيس.

### القد
يتراوح طول النسر الأصغر أصفر الرأس بين 53 و66 سم، وباع جناحيه بين 150 و165 سم وطول ذيله بين 19 و24 سم. أمّا زنته فتتراوح بين 0.95 و1.55 كجم.

### الهيئة الخارجية
ريش الجسد أسود اللون أخضر اللمعان. يقل الريش عند منطقة الحلق وجوانب الرأس وينعدم وجوده في الرقبة والرأس، والأخير أصفر ذو جبهة محمرة وتاج رمادي مُزرق. قزحيتيّ العينان حمراء والسيقان بيضاء، أمَّا المنقار فأحمر لحميّ. عيون هذه النسور تتمتع بصف غير مكتمل الرموش على الجفن العلوي وصفين تحت الجفن السفلي. الذيل ملتف وقصير نسبياً بالنسبة لنسر، وطرفا الجناحين ينتشرا خلف الذيل عند إغلاقهما. ريش النسور اليافعة بني، ورأسها داكن وقفاها أبيض. المنقار سميك مُدوَّر، ومعقوف عند الحافة. أمّا أصابع القدم الأمامية فطويلة ذات شبكات صغيرة في قاعدتها، وهي غير قابضة (لا تصلح للإمساك بالطرائد الحية). المنخر طولي ويفتقر للوتيرة. ككل نسور العالم الجديد، يفتقر النسر الأصغر للمصفار، ولذلك هو غير قادر على إصدار أية أصوات سوى الهسهسات المنخفضة.
يمكن تمييز النسر الصغير عن قريبه النسر الأكبر أصفر الرأس عبر عدة خصائص شكلية. فهو أقل منه قدًا كما يدل اسمه، وذيله أصغر وأنحف، وساقي النسر الأصغر أفتح لوناً ورأسه يميل للبرتقالي أكثر من رأس النسر الكبير، كما أن طيرانه أقل ثبوتاً من طيران النسر الأكبر. أخيراً يفضل النسر الأصغر العيش في السفناء بينما يفضل الآخر العيش في الغابات. يتشابه كلا النوعين سالفا الذكر مع نسر الرومي.

## السلوك

### المعيشة
تُحلِّقُ هذه الطيورُ مُنفردة، مُثنية جناحيها قليلًا بحيثُ تتعامد مع جسدها، وهي تنزلقُ مع التيَّارات الهوائيّة الساخنة على ارتفاعات منخفضة فوق الأراضي الرطبة أثناء بحثها عن الطعام، وتجثم على أعمدة الأسيجة وغيرها من المجاثم المنخفضة. طيورٌ انفراديَّة، نادرًا ما تُرى وهي تحلق في أزواج أو في أسراب. طيران هذه النسور مثال بارز على التحليق الساكن، فهي تستخدم التيارات الهوائية الساخنة لتحافظ على ارتفاعها دون الحاجة لأن تخفق جناحيها، ويندر لها أن تُحلق على ارتفاعات شاهقة، بل تُفضل تلك المنخفضة. يُعتقد بأن هذه النسور مهاجرة جزئية، وأنها تنتقل من مواقع سكناها بالتزامن مع تغير منسوب المياه فيه، وهي كغيرها من نسور العالم الجديد، تقوم بتبريد نفسها بفضلاتها، حيثُ يتغوَّط الطائر أو يبول على ساقيه عمدًا، ويترك تلك السوائل تتبخر، الأمر الذي يخفض من حرارة جسده.

### التغذية
النسور الصغرى صفراء الرأس طيور قمامة (تتغذى على الجيفة)، وقد تقتات على جيفة أي حيوان بما فيها تلك المدهوسة على الطرقات، غير أنها قد تصيد طعامها أحياناً، وخصوصاً الحيوانات الصغيرة المائية قاطنة المستنقعات. تفضل هذه النسور اللحم الطازج، ولكنها في كثير من الأحيان لا تتمكن من قطع جلد الجيفة بسبب ضعف وصغر منقارها. ولا تتغذى النسور الصغرى على أي جزء من الجيفة التي دبَّ إليها التعفن الشديد، حيث أنها تصبح ملوثة بالمسممات الجرثومية. كغيرها من النسور، تلعب النسور الصغرى دوراً مهماً في النظام البيئي لموطنها بتخليصه من الجيف التي لو بقيت قد تصبح مصدرا للعديد من الأمراض والأوبئة.
يجد النسر الأصغر طعامه باستخدام بصره الحاد لتحديد موقع الجيف على الأرض، كذلك قد يستخدم حاسة الشم لإيجادها، وهذه قدرة غير شائعة في عالم الطيور. وهو يحدد موقع الجيف بكشف رائحة الإيثانول، وهو غاز ينبعث من الحيوانات الميتة التي تبدأ بالتعفن. فص الشم في دماغها المسؤول عن تحديد الروائح كبير جداً مقارنةً بالحيوانات الأخرى، وقد استخدم البشر هذه الخصائص التي تتمتع بها نسور العالم الجديد، فالإيثانول يُحقن داخل خطوط الأنابيب، التي بها تسرب ثم يبحث المهندسون عن التسرب في الأنابيب بتتبع النسور الجائعة.

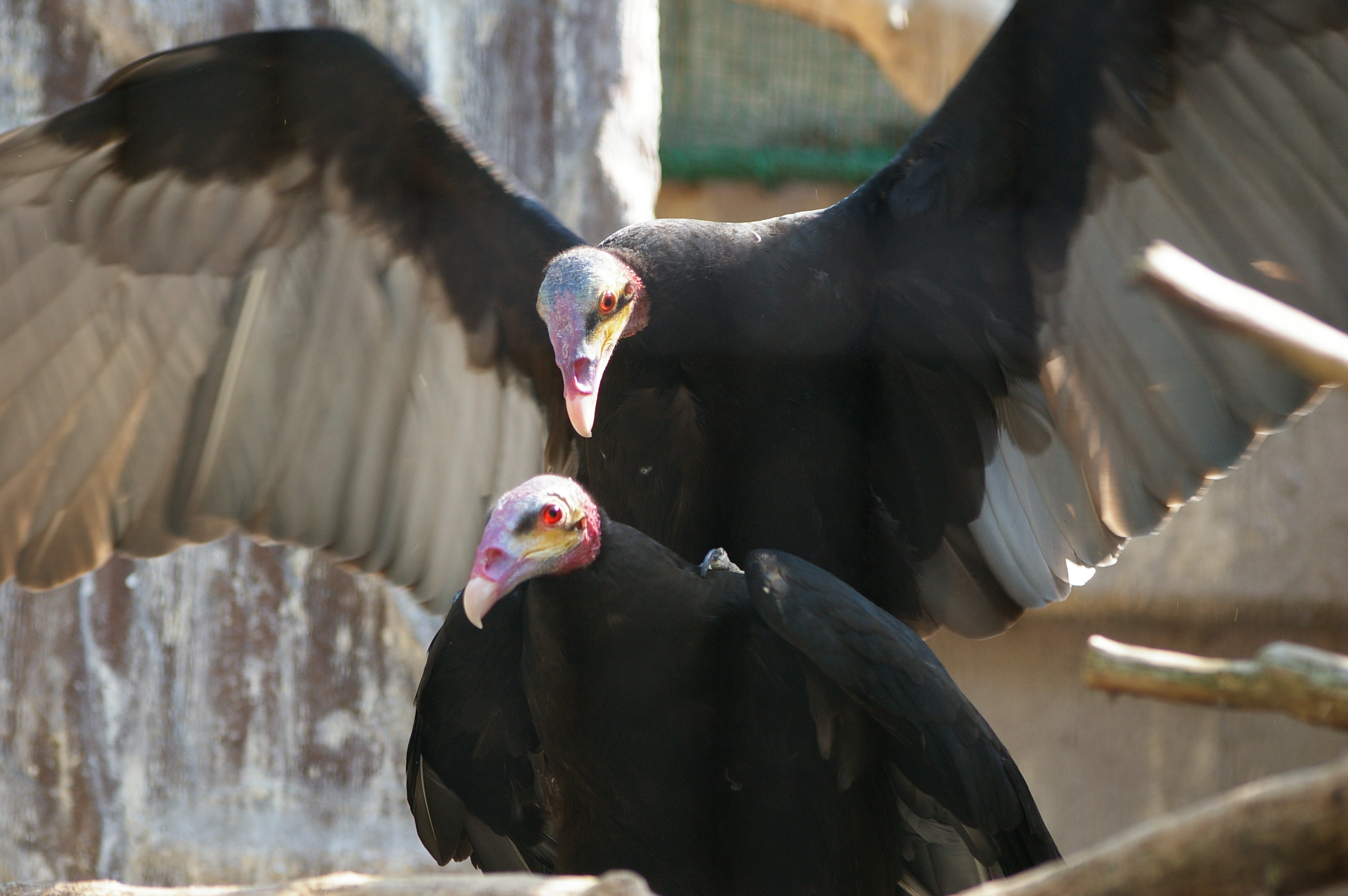
نسران في حديقة حيوانات تينوجي في أوساكا.

يفتقد ملك النسور لحاسة الشم الفائقة التي تتمتع بها النسور الصغرى، فيتبعها للوصول للجيفة، حيث يقوم بتمزيق جلدها والاقتيات، فاتحاً المجال للنسور الصغرى كي تقتات منها بعد مغادرته، نظراً لأنها لا تستطيع تمزيق جلود الحيوانات الكبيرة. وهذا مثال على التكافل التبادلي بين النوعين. غالباً ما تطرد النسور الصغرى عن الذبائح إن اجتمعت مع نسور الرومي وملوك النسور.

### التكاثر
لا تبني هذه النسور أعشاشاً، بل تفضل أن تضع بيوضها على الأرض، أو في جدران الكهوف، أو على حواف الأجراف وفي الجذوع المجوفة. لون بيوضها قشديّ وهي مبقعة ببقع بنية ورمادية خصوصاً عند مؤخرتها. يصل عدد البيوض في الحضنة إلى اثنتان في العادة. تفقس الفراخ عارية وعمياء وكلية الاعتماد على والديها، ولا ينمو لها زغب إلا بعد حين. يطعم الأبوان صغارهما بواسطة القلس، حيث يهضم الطائر البالغ الطعام ثم يتقيأه في فم الفراخ ولذين يشربونه بدورهم. تكتسي الفراخ بالريش بعد شهرين أو ثلاثة أشهر من الفقس.

## الانتشار

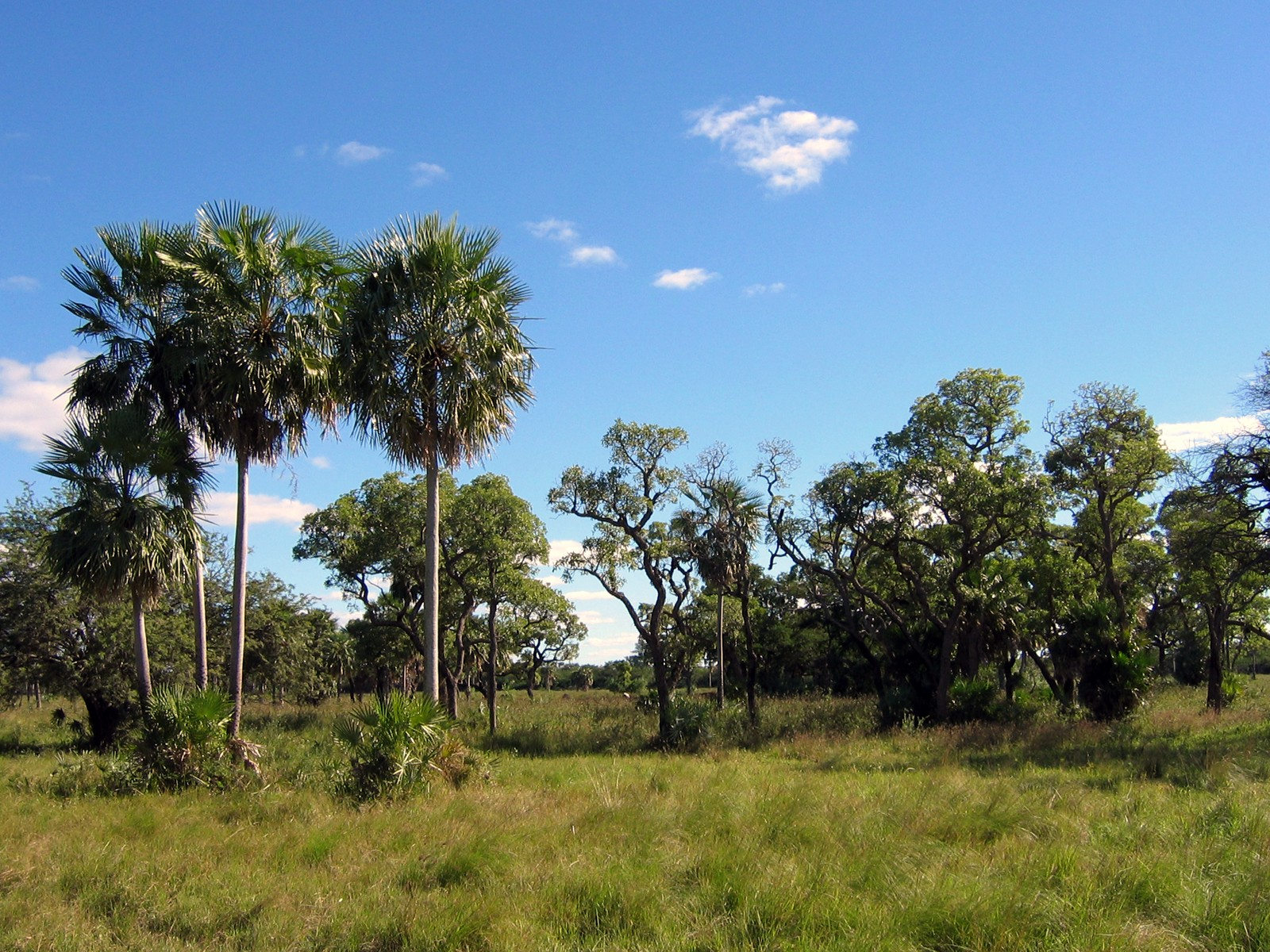
السفناء الأمريكية الجنوبية، إحدى النسر الأصغر.

### الموطن
تنتشر النسور الصغيرة صفراء الرأس في كُلٍ من: الأرجنتين، وبليز، وبوليفيا، والبرازيل، وتشيلي، وكولومبيا، وكوستاريكا، والإكوادور، والسلفادور، وغيانا الفرنسية، وغواتيمالا، وغيانا، والهندوراس، والمكسيك، ونيكاراغوا، وبنما، والباراغواي، والبيرو، وسورينام، والأوروغواي، وفنزويلا.

### الموائل الطبيعية
موائلها الطبيعية هي المناطق شبه الاستوائية أو المدارية في الرطبة الأراضي المنخفضة الرطبة أو المغمورة والأراضي العشبية، والمستنقعات، وغابات الأيكات الساحلية. بالإضافة إلى الغابات المحتطبة. وعادة ما تتجنب هذه النسور المناطق المرتفعة.
أعطت هذه الطيور بسبب هيئتها المشابهة للغراب، اسم «وادي الغربان» (بالإسبانية: Quebrada de los Cuervo)‏ لإحدى المناطق في الأوروغواي، حيث تتجمع هي والنسور السوداء ونسر الرومي.

## الحماية
بحسب الاتحاد الدولي لحفظ الطبيعة، فإن النسر الأصغر أصفر الرأس غير مهدد بالانقراض، فهو فأعداده غزيرة تقدر بما بين 100,000 و1,000,000 طائر تنتشر على مساحة تقدر بحوالي 7,800,000 كيلومتر مربع (3,000,000 ميل مربع).